# Волков, Николай Васильевич (Герой Социалистического Труда)
Волков Николай Васильевич (род в 1937 году) — советский строитель. Герой Социалистического Труда (1970).

## Биография
Родился в 1937 году в селе Талицы Вологодской области.
Служил в Советской Армии. После демобилизации поехал строить Запсиб. С 1959 работал плотником в Кузнецкпромстрое. Он участвовал в возведении четвёртой и пятой домен, промбазы и ЦОФ, прокатного стана «250», четвёртой коксовой, конвертерного цеха, пятой коксовой. Работал бригадиром, а потом прорабом. Бригада Волкова на стройке завоевала знамя Кузнецкстроя. Закончил Новокузнецкий строительный техникум. Имя Николая Волкова занесено на Доску трудовой славы Центральной обогатительной фабрики Запсиба. Ушел из жизни 3 января 2020 г. в Новокузнецке.

## Награды
- Золотая звезда Героя Социалистического Труда (1970).
- орден Трудового Красного Знамени
- медаль «За трудовую доблесть»
- медаль « В ознаменование 100-летия со дня рождения В. И. Ленина»
- медаль Кемеровской области «За особый вклад в развитие Кузбасса» II степени (8.01.2003)